# 레이 매키넌

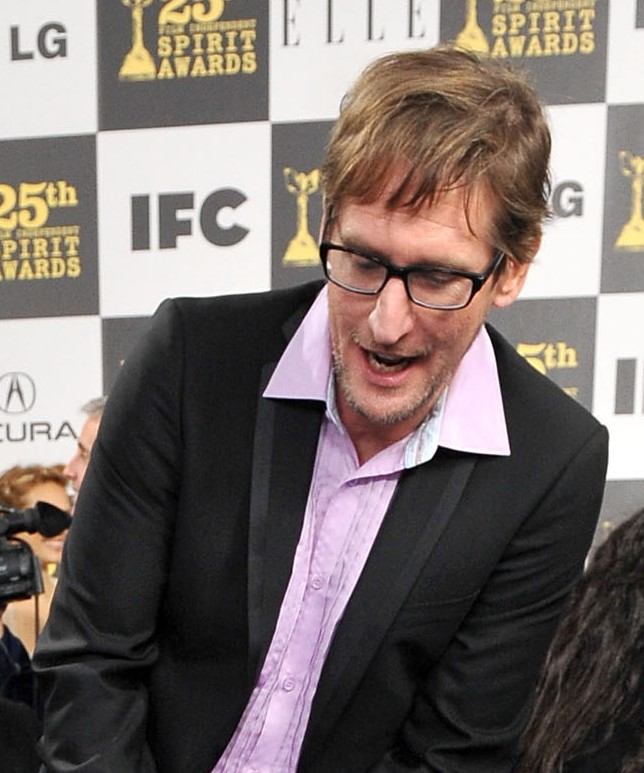
2010년 사진

레이 매키넌(영어: Ray McKinnon, 1957년 11월 15일 ~ )은 미국의 배우, 영화 감독이다.

## 출연 작품
- 뉴스 오브 더 월드 (2020년) - 사이먼 부들린 역
- 포드 V 페라리 (2019년) - 필 레밍턴 역
- 머드 (2012년) - 세니어 역
- 행크 윌리엄스의 마지막 여행 (2011년)
- 돌핀 테일 (2011년) - 미스터 도일 역
- 풋루즈 (2011년) - 웨스 워닉커 역
- 런어웨이 걸 (2011년) - 로이드 역
- 테이크 쉘터 (2011년) - 카일 역
- 그날 오후 : 지는 해를 보기 싫었다 (2009년)
- 블라인드 사이드 (2009년) - 코튼 코치 역
- 마지막 자장가 (2008년)
- 랜디 앤 더 맙 (2006년)
- 컴 얼리 모닝 (2006년) - 토비 역
- 크리스탈 (2004년)
- 실종 (2003년)
- 비하인드 더 선 (2002, The Badge)
- 디 어카운턴트 (2001년) - The Accountant 역
- 오 형제여 어디 있는가 (2000년)
- 굿바이 러버 (1999년) - 롤린즈 역
- 올드 맨 (1997년)
- 노인 (1997년)
- 그래스 하프 (1995년)
- 네트 (1995년) - 데일 헤스맨 역
- 스칼렛 (1994년)
- FBI 특종 (1994년)
- 로스웰의 비밀 (1994년)
- 미래의 묵시록 (1994년)
- 욕망을 파는 집 (1993년)
- 퍼펙트 월드 (1993년) - 브래들리 역
- 써머스비 (1993년) - 웹 변호사 역
- 인생의 반전 (1992년)
- 총을 든 내 아내 (1992년)
- 도박사 4 (1991년)
- 밤 사냥 (1991년)
- FBI 기동 타격대 3 (1991년)
- 패리스 트라웃 (1991년)
- 벅시 (1991년)
- 미로의 끝 (1990년)
- 사랑을 느낄 때 (1990년)
- 드라이빙 미스 데이지 (1989년)

### 텔레비전
- In the Heat of the Night (1990-91)
- 데드우드 (2004)
- 썬즈 오브 아나키 (2011)